# Usofila oregona
Usofila oregona är en spindelart som beskrevs av Chamberlin och Ivie 1942. Usofila oregona ingår i släktet Usofila och familjen Telemidae. Inga underarter finns listade i Catalogue of Life.